# リコージャパン
リコージャパン株式会社（英語: Ricoh Japan Co., Ltd.） は、リコーの販売子会社。主に複写機・ファクシミリ・レーザープリンター・複合機・デジタルカメラなどの販売、及び保守サービスなどを行う。

## 概要
2010年7月1日、首都圏と信越地方の地域統括会社であるリコー販売株式会社を存続会社として、リコー北海道、リコー東北、リコー中部、リコー関西、リコー中国、リコー九州を合併、リコー販売事業本部の機能を移管し、現在の商号となった。
2014年7月1日、リコーテクノシステムズ株式会社、リコービジネスエキスパート株式会社の2社を吸収合併するとともに、リコーITソリューションズ株式会社の市場IT事業を会社分割により承継した。
リコー製品のみならず、各社パソコンやサーバをはじめとするIT関連機器の販売も行っている。

## 主力製品・事業
- 複写機
- ファクシミリ
- レーザープリンター
- デジタルカメラ
- パソコン
- サーバ

## 主要事業所
- 本社 - 〒105-8503 東京都港区芝3-8-2 芝公園ファーストビル

## 主要関係会社
- リコーITソリューションズ株式会社

### 子会社
- リコーソリューションズ東静岡（リコージャパン100％出資）
- 十勝事務機販売株式会社 （リコージャパン100％出資）
- 株式会社マルエイ六峰社 （リコージャパン100%出資）
- リコー商会（リコージャパン出資）

## 主要取引先
- 大塚商会
- ダイワボウ情報システム
- ソフトバンクBB
- 日本HP
- 日本IBM

## 不祥事
- 2023年11月15日、木村和広代表取締役社長が辞任した。同社によると、木村は知人の女性に不適切な発言をし、木村本人も事実を認めている[4]。